# Szapki (stacja kolejowa)
Szapki (ros. Шапки) – stacja kolejowa w miejscowości Szapki, w rejonie tośnieńskim, w obwodzie leningradzkim, w Rosji. Stacja krańcowa linii z Tosna.